# Vivere nel terrore
Vivere nel terrore (Bad Dreams) è un film del 1988 diretto da Andrew Fleming, al suo debutto.

## Trama
Cynthia è l'unica sopravvissuta al suicidio collettivo di una setta religiosa e si risveglia dopo tredici anni da uno stato di coma. La giovane donna inizia una terapia di gruppo con altri pazienti della clinica in cui è ospitata, e i suoi compagni vengono indotti uno alla volta a togliersi la vita da quello che parrebbe essere il fantasma del guru già responsabile della precedente strage avvenuta tra i fedeli della setta. Un giovane medico innamorato di Cynthia crede però che dietro i misteriosi suicidi vi sia una spiegazione razionale e inizia così a indagare sul caso per sottrarre la ragazza al nuovo pericolo che incombe su di lei.